# Bar Mitzvá
Bar Mitzvá (“filho do mandamento” ou “filho da lei”) é a cerimônia que insere o jovem judeu como um membro maduro na comunidade judaica. Iniciado como uma cerimônia folclórica, agora é parte universal do judaísmo oficial, tendo acabado como parte da lei escrita.
Quando um judeu atinge a sua maturidade (aos 12 anos de idade para as meninas, 13 anos de idade para os meninos), passa a se tornar responsável pelos seus atos, de acordo com a lei judaica. Nessa altura, diz-se que o menino passa a ser Bar Mitzvah ( בר מצוה , "filho do mandamento"); e a menina passa a ser Bat Mitzvá (בת מצוה, "filha do mandamento") que comemora a cerimônia ao completar 12 anos e 2 dias.

## A cerimônia
Ao completar 13 anos, o homem é chamado pela primeira vez para a leitura da Torá (conhecido como Pentateuco pelos cristãos). Ao ser chamado pela primeira vez, o jovem pode, a partir daí, integrar o miniam (quórum mínimo de 10 homens adultos para realização de certas cerimônias judaicas).

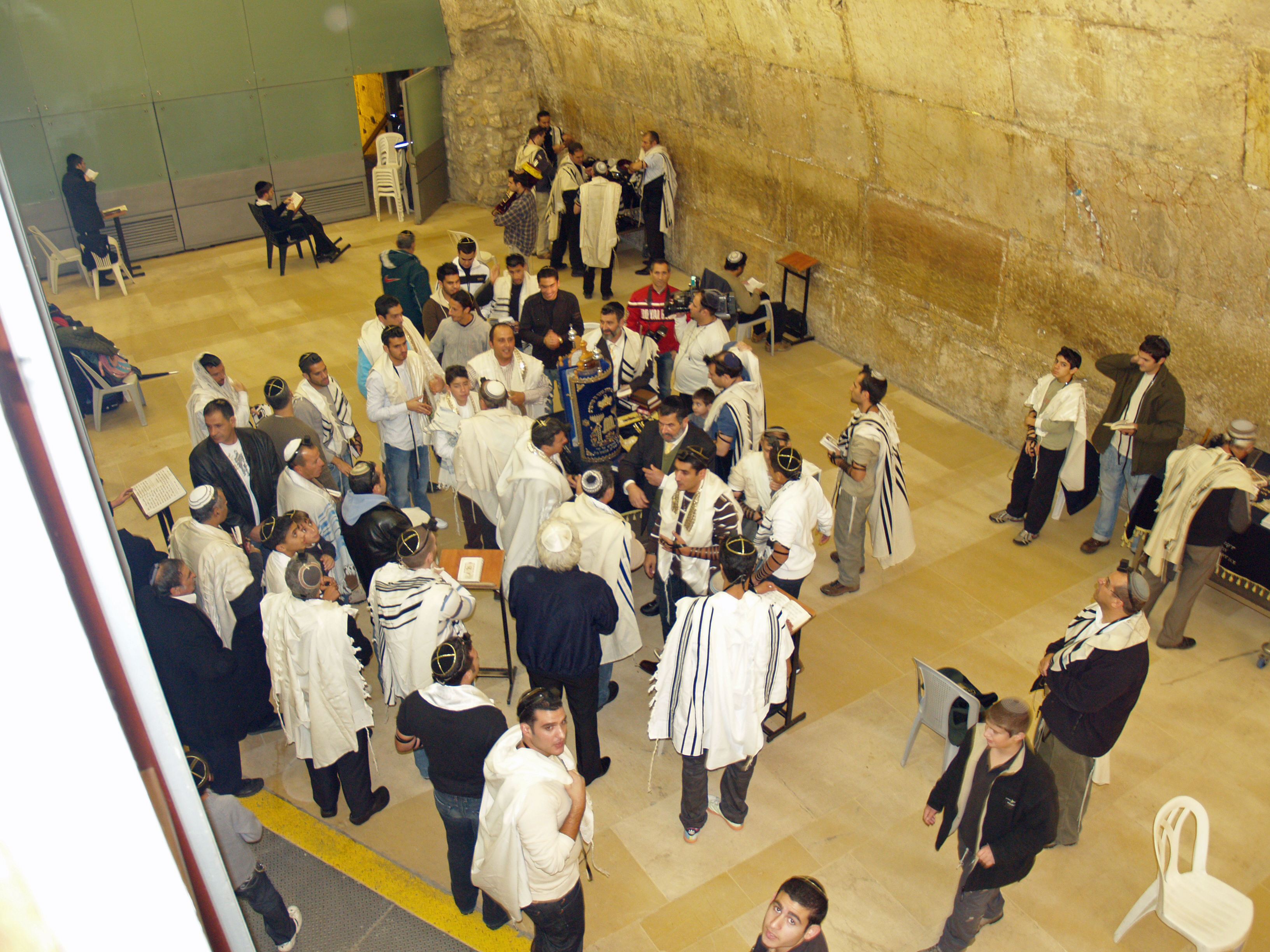
Celebração de um B'nai Mitzvá no Muro das Lamentações em Jerusalém.

Antes desta idade, são os pais os responsáveis pelos atos dos filhos. Depois desta idade, os rapazes e moças podem finalmente participar em todas as áreas da vida da comunidade e assumir a sua responsabilidade na lei ritual judaica, tradição e ética. Segundo o Talmud (Avot 5:1; BT Yoma 82a; BT Baba Metziah 96a), aos 13 anos e 1 dia de idade um judeu se torna obrigado a obedecer mandamentos.
O Bar Mitzváh não é só uma comemoração comum de aniversário, mas normalmente, o menino passa por um ritual de mazal-tov que seria como um boa sorte ou parabéns (dependendo da situação), normalmente o mazal-tov é feito com o(a) menino(a) sobre uma cadeira e ele(a) é levantado várias vezes, e assim fazem com toda a família do Barmitzvano.
Segundo a Bíblia Sagrada, Jesus Cristo, aos 12 anos de idade, foi levado ao templo (Lucas, capítulo 2, versículos 41 e 42) pela primeira vez conforme a tradição mandava.
A ocasião mais importante na vida de um judeu chega quando ele atinge a idade para entrar na aliança com Deus e no compromisso de manter, estudar e praticar todos os mandamentos da Torá, aos treze anos de idade.

## Aliança com a Torá
A prática mais comum é que no primeiro Sábado ao fazer treze anos, o menino é chamado para ler a porção semanal da Lei (cinco livros de Moisés), bem como a Haftará (seleção do livro dos Profetas). Se por algum motivo, ele não for capaz de ler, pelo menos realizar as bênçãos ditas antes e depois de cada leitura. É muito comum realizar o serviço durante um dia da semana antes do Sábado para que o menino coloque o Tefilin pela primeira vez.
Se por algum motivo a cerimónia seja postergada para um sábado futuro, seja por desejo, tempo para que alguém da família compareça, ou outro motivo qualquer, não posterga o menino das obrigações de ser um adulto judeu.